# Cnaphalocrocis euryterminalis
Cnaphalocrocis euryterminalis is een vlinder uit de familie van de grasmotten (Crambidae), uit de onderfamilie van de Spilomelinae. De wetenschappelijke naam van deze soort is voor het eerst voorgesteld als Marasmia euryterminalis door George Francis Hampson in een publicatie uit 1917.
De soort komt voor in India (Meghalaya).